# 전승민
전승민(2000년 12월 15일 ~ )은 대한민국의 축구 선수이다. 포지션은 미드필더이다. 현재 FC 안양 소속이다.